# Квінт Аврелій Сіммах
Квінт Аврелій Сіммах (лат. Quintus Aurelius Symmachus, близько 345–405) — римський латинський письменник і філолог, політичний діяч, консул 388 і 391 років. Ревнитель античної спадщини, автор 10 книг «Послань».

## Життєпис
Походив з патриціанського роду Авреліїв, його гілки Сіммахів. Син Луція Аврелія Авіанія Сіммаха, міського префекта Риму 364 року, та Волізії Венусти. Здобув освіту у відомого ритора Тиберія Віктора Мінервія. Починав з посади квестора, згодом став претором. У 365 році був коректором Луканії та Бруттія. У 369 році його було спрямовано зі спеціальним дорученням сенату на чолі делегації до імператора Валентиніана I в Аугусту Треверів (сучасне м. Трір), де відзначалася перемога над германськими племенами. Там його ораторські здібності були оцінені імператором, перед яким Сіммах виступив із трьома промовами. До цього ж часу відноситься і його знайомство та дружба з поетом Авзонієм.
У 370 році призначено проконсулом провінції Африка. Під час своєї каденції у 373 році разом з військовиком (magister militum) Феодосієм, батьком майбутнього імператора, придушили заколот Фірма. Популярність Сіммаха призвела до того, що за рішення ради провінції йому спорудили статую. У 375 році повернувся до Риму. Того ж року одружився з Рустиціаною, донькою Меммія Вітразія Орфіта, міського префекта Риму у 353—355 й 357—359 роках.
З 375 до 382 року Сіммах засідав у сенаті, де виступав із промовами щодо повсякденних справ, з уславленням імператора та його родичів. При сходженні на трон Граціана саме Сіммаху доручено  прочитати звернення Граціана до сенату та його політичну програму. У 382 році розгорнулася боротьба за вівтар Перемоги, який за наказом імператора вирішено було винести з римської курії. Тут Сіммах стикнувся із впливом єпископа Амвросія Медіоланського.
У 384 році став міським префектом Риму. У 387 році Сіммах брав участь в урочистостях, присвячених третьому консульству імператора Валентиніана II, але незабаром уже вітав узурпатора Максима, який у 387 році вдерся до Італії, і Сіммах написав йому панегірик, за що його призначено консулом на 388 рік. Проте невдовзі Максима розбив Феодосій I, а Сіммахові довелося шукати притулок у християнському храмі. Сократ Схоластік повідомляє, що той навіть прийняв християнство, щоб заслужити прощення імператора. У 389 році, під час візиту імператора Феодосія до Риму, Сіммах написав йому панегірик і в 391 році став консулом разом з Флавієм Евтолмієм Татіаном. Бувши консулом, Сіммах знову порушив справу про вівтар Перемоги, але успіху не мав.
У 402 році під час війни з вестготами за рішенням сенату Сіммах знову вирушив до Медіолана стосовно вівтаря Перемоги, проєкт успіху не досяг. Після цього поступово відійшов від справ, помер у 405 році.

## Творчість
Серед творів Сіммаха особливою славою користувалися його промови, які дійшли до нас лише в уривках. Фрагменти ці належать 8 промовам:
- 1 і 2 — панегірики імператору Валентініану I (369—370);
- 3 — панегірік молодому Августу Граціану;
- з 4 по 8 — уривки промов, вимовлені у римському сенаті з метою вихваляти того чи іншого з друзів оратора.

У 384 5 років Сіммах обіймав посаду префекта столиці і представив імператорам 49 офіційних доповідей, які дійшли до нашого часу. Найзнаменитіша з цих доповідей — третя, написана проти наказу імператора Граціана видалити із зали засідань сенату вівтар богині Перемоги і припинити сплату платні поганським жерцям. Захист Сіммаха язичницьких вірувань викликав заперечення з боку єпископа Амвросія Миланського і поета Пруденція. Останній у творі під назвою «Проти Сіммаха» (у 2 книгах), однак, підкреслює неабияку красномовність свого супротивника і ставить його навіть вище Цицерона.
До нашого часу дійшли в 10 книгах (остання — не повністю) листи Сіммаха. Листи ці не дають багато матеріалів для історії того часу, оскільки знатний римлянин вважав принизливим для себе писати про злобу дня. Кілька листів мають суто діловий характер і присвячені питанням купівлі циркових коней, гладіаторів і рідкісних тварин для ігор, які влаштовувались як самим Сіммахом, так і його сином. Значне місце займають різного роду рекомендації, вітання, вирази співчуття, повідомлення про смерть, запрошення тощо.
Усі симпатії Сіммаха у цих листах належать великому минулому Рима. Віра батьків, при якій Рим досяг найвищої могутності, особливо близька його серцю. На захист цієї віри Сіммах виявляє найкращі сторони свого розуму і характеру. Аристократ за своїм походженням, положенням і переконаннями, Сіммах далекий від лестощів перед тимчасовим.
У листах цитуються вірші Сіммаха, присвячені видатним римським сенаторам того часу. Його син писав про батька як про майстерного красномовця, вихваляючи також і його вірші.

## Родина
Дружина — Рустиціана, донька Меммія Вітразія Орфіта
- Квінт Фабій Меммій Сіммах, претор 401 року
- Галла, дружина Нікомаха Флавіана Молодшого, міського префекта Риму 393 року